# Hollaback Girl

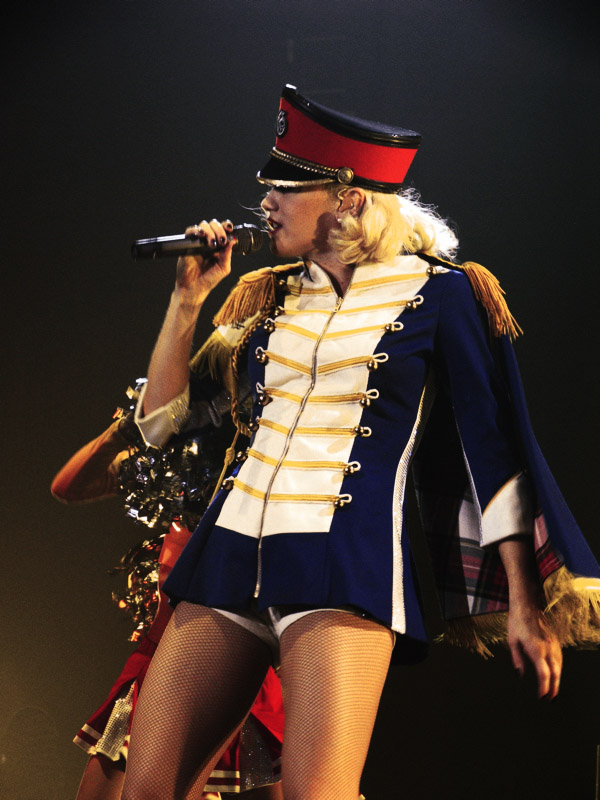
Gwen Stefani (2005)

Hollaback Girl ist der Name der dritten Single aus Love. Angel. Music. Baby., einem Soloalbum von Gwen Stefani aus dem Jahr 2004. Die Single erschien im März 2005 und erreichte wenige Wochen danach Platz 1 in den USA und in mehreren internationalen Hitlisten und war laut Guinness-Buch der Rekorde die erste Single überhaupt, die über 1 Million Mal heruntergeladen wurde.
Das Video zu Hollaback Girl gewann bei den MTV Video Music Awards 2005 den Preis für die beste Choreografie.

## Musik und Text
Das Stück wurde von Gwen Stefani und Pharrell Williams geschrieben, als das Album bereits weitgehend fertiggestellt war. Der Text selbst ist nicht sehr inhaltsschwer und mit Kraftausdrücken gespickt, darunter allein 38 mal das Wort shit (‚Scheiße‘). In den öffentlichen Medien der USA wird nur eine Version gespielt, in der diese Stellen ausgeblendet sind.
Der Titel Hollaback Girl besitzt in der englischen Sprache keine tradierte Bedeutung. Der Begriff Hollaback ist erst seit 2001 in verschiedenen Musikstücken dokumentiert. Gwen Stefani hat das Wort nie erklärt, im Kontext der Stefani-Single wird der Begriff verwendet, um ein Mädchen zu bezeichnen, das gehört hat, dass ein anderes schlecht über sie redet und sie dieses nicht mehr hinnehmen wird. Im englischen Sprachraum werden mehrere Varianten der Herleitung diskutiert, darunter s. o. who hollers back (‚jemand, der zurückbrüllt‘), und in der Verneinung des Stücks, „ain’t no hollaback girl“ jemand, der es nicht nur bei Worten belässt, beziehungsweise in einer anderen Variante, dass man nicht nur zurückbrüllt, sondern selbst das Gebrüll anstimmt.
Der Schauspieler George Clooney erklärte den Begriff Hollaback Girl beim Carpool Karaoke mit Julia Roberts und Gwen Stefani in The Late Late Show with James Corden: 
„Wenn Arbeiter auf einer Baustelle einem Mädchen nachrufen und dieses reagiert aber nicht darauf, dreht sich nicht um, ist sie kein Hollaback Girl“ (Original: „‚I ain't no hollaback‘ meaning: If some guys are on a construction site and they are yelling at a girl - she’s not gonna turn back, she’s not that kind of a girl.“)
Am Ende der zweiten Strophe ist eine Anspielung auf den Titel Another One Bites the Dust von Queen zu finden: Es wird ein Melodieabschnitt des Titels im Hintergrund verwendet und dazu die Textzeile „that’s right, I’m the last one standing, another one bites the dust“ gesungen.

## Kommerzieller Erfolg

### Chartplatzierungen
| ChartsChartplatzierungen       | Höchstplatzierung | Wochen |
| ------------------------------ | ----------------- | ------ |
| Deutschland (GfK)              | 3 (16 Wo.)        | 16     |
| Österreich (Ö3)                | 5 (22 Wo.)        | 22     |
| Schweiz (IFPI)                 | 6 (28 Wo.)        | 28     |
| Vereinigte Staaten (Billboard) | 1 (31 Wo.)        | 31     |
| Vereinigtes Königreich (OCC)   | 8 (19 Wo.)        | 19     |

| ChartsJahrescharts (2005)      | Platzierung |
| ------------------------------ | ----------- |
| Deutschland (GfK)              | 41          |
| Österreich (Ö3)                | 39          |
| Schweiz (IFPI)                 | 34          |
| Vereinigte Staaten (Billboard) | 2           |
| Vereinigtes Königreich (OCC)   | 47          |

| ChartsJahrescharts (2000–2009) | Platzierung |
| ------------------------------ | ----------- |
| Vereinigte Staaten (Billboard) | 41          |

### Auszeichnungen für Musikverkäufe
| Land/Region                  | Auszeichnungen für Musikverkäufe (Land/Region, Auszeichnung, Verkäufe) | Verkäufe  |
| ---------------------------- | ---------------------------------------------------------------------- | --------- |
| Australien (ARIA)            | Platin                                                                 | 70.000    |
| Brasilien (PMB)              | Gold                                                                   | 30.000    |
| Dänemark (IFPI)              | Gold                                                                   | 45.000    |
| Deutschland (BVMI)           | Gold                                                                   | 150.000   |
| Neuseeland (RMNZ)            | 3× Platin                                                              | 90.000    |
| Vereinigtes Königreich (BPI) | Platin                                                                 | 600.000   |
| Vereinigte Staaten (RIAA)    | 6× Platin (Single) · + Platin (Mastertone)                             | 7.000.000 |
| Insgesamt                    | 3× Gold · 12× Platin ·                                                 | 7.985.000 |

Hauptartikel: Gwen Stefani/Auszeichnungen für Musikverkäufe